# Piou
Piou – rzeka we Francji płynąca w całości na terenie departamentu Lozère. Ma długość 16,1 km. Uchodzi do rzeki Colagne. 

## Geografia
Piou ma źródła w pobliżu osady Taupinet, na terenie gminy Saint-Laurent-de-Muret. Generalnie płynie w kierunku wschodnim lub południowo-wschodnim. Uchodzi do rzeki Colagne w gminie Marvejols. 
Piou płynie w całości na terenie departamentu Lozère, w tym 4 gmin: Antrenas, Chirac, Saint-Laurent-de-Muret i Marvejols.